# Cesare Vecellio

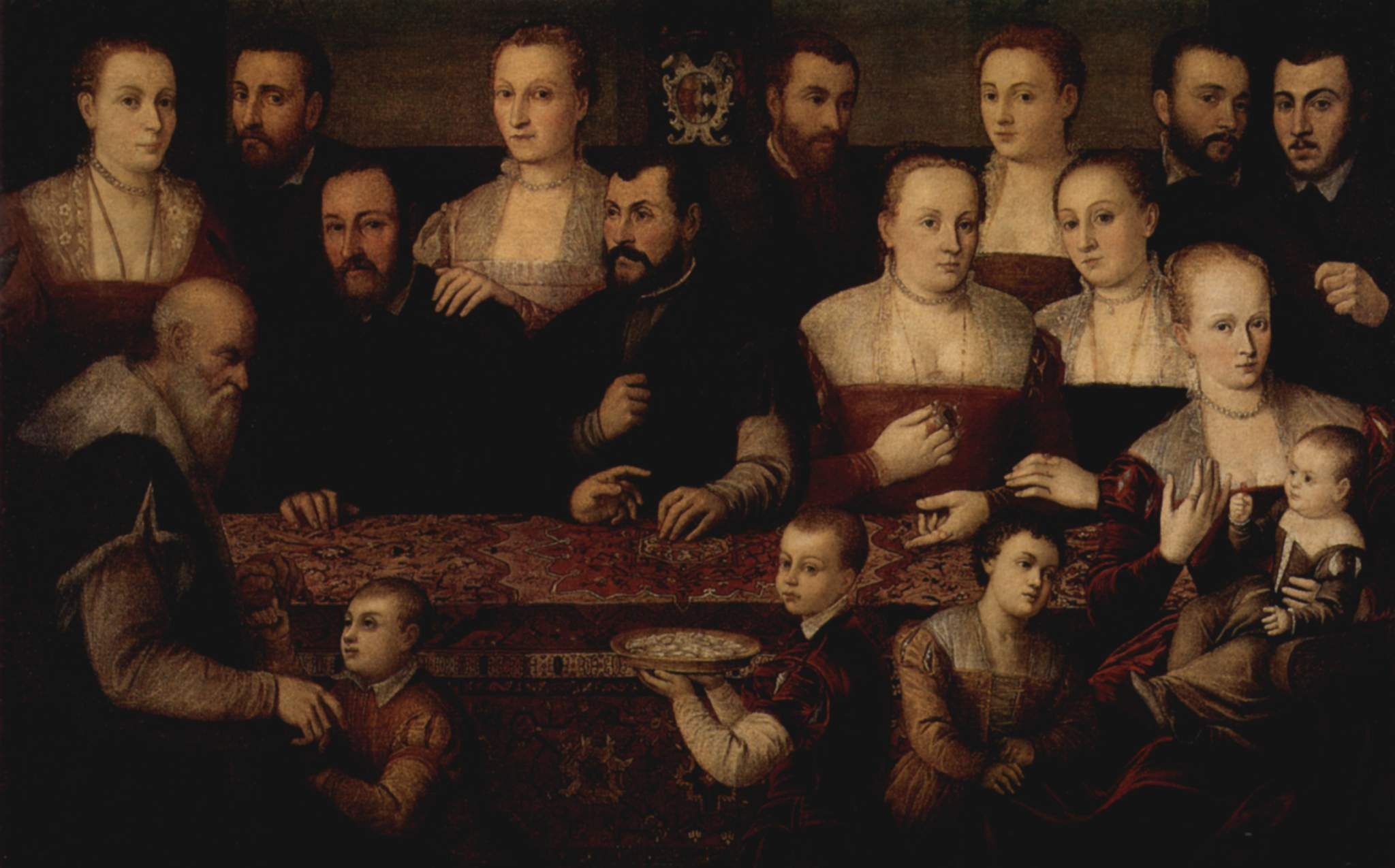
Cesare Vecellio: Porträt einer Familie mit orientalischem Teppich (um 1560)

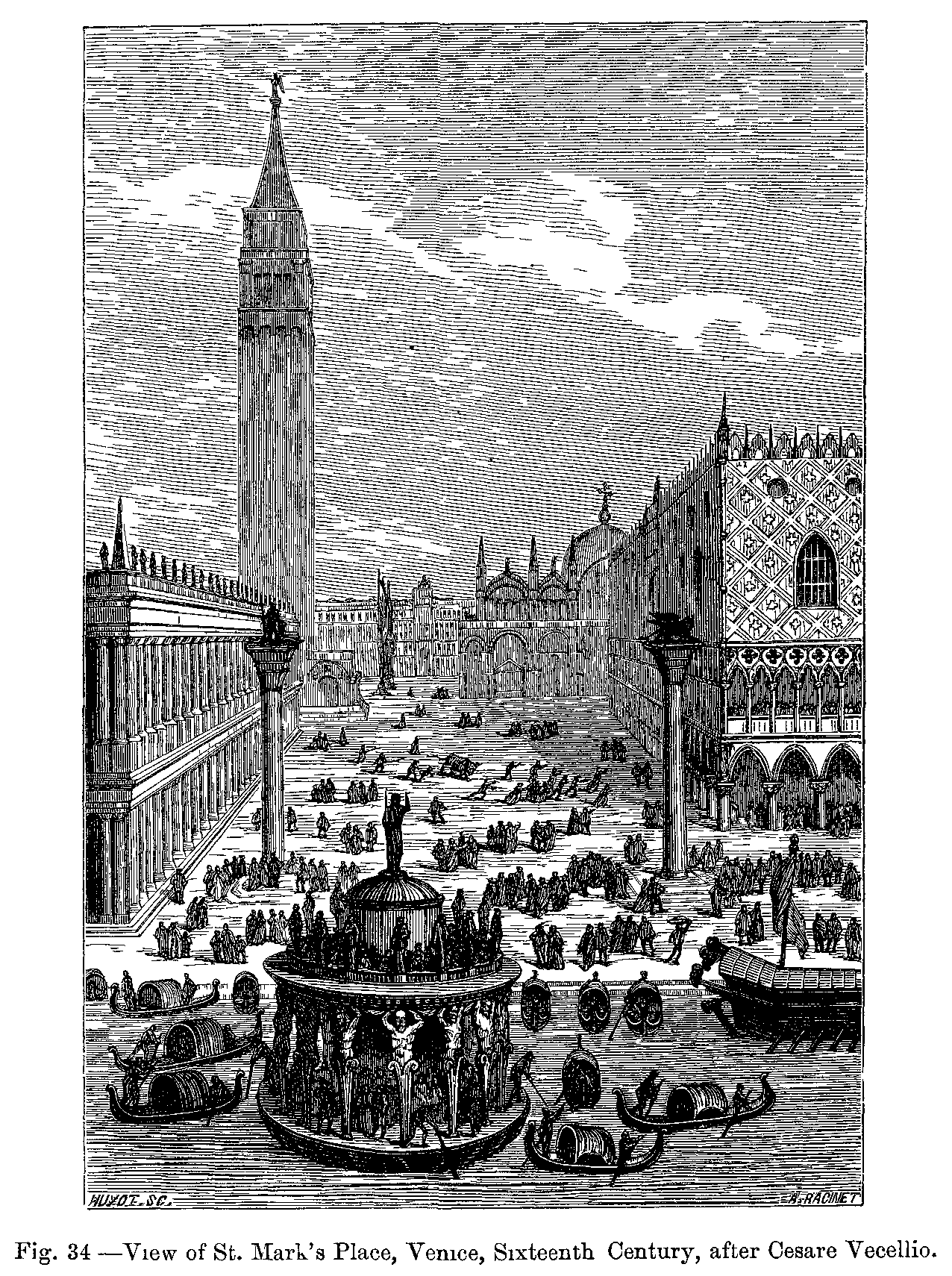
Markusplatz, Stahlstich nach Cesare Vecellio (19. Jh.)

Cesare Vecellio (* um 1521 in Pieve di Cadore; † 2. März 1601 in Venedig) war ein italienischer Maler.

## Leben
Cesare Vecellio war ein entfernter Verwandter des Malers Tiziano Vecellio und Schüler von dessen Bruder Francesco. Im Jahr 1548 begleitete er Tizian nach Augsburg und arbeitete seitdem für ihn in seiner Werkstatt in Venedig bis zu dessen Tod im Jahr 1576. Vecellio bemalte um 1577 die Holzkassettendecke der Kirche Santa Maria Assunta in Lentiai. Weitere ihm zugeschriebene Werke befinden sich in Belluno in der Kathedrale und im Palazzo Piloni, in Pieve di Cadore und weiteren Orten der Provinz Belluno, in Tarzo und Borgo Valsugana, sowie ein Trinitätsbild in der Mailänder Brera. In Venedig hatte er im Viertel San Moisè seine Werkstatt und Druckerei für seine Holzschnittarbeiten.
Vecellio hat ein umfangreiches Musterbuch für die Spitzenherstellung verfasst und ein zu seinen Lebzeiten zweimal aufgelegtes Kostümbuch über antike und moderne Bekleidungsstile aus verschiedenen Teilen der Welt, dessen über 500 Stiche der aus Nürnberg stammende Christoforo Chrieger nach Vecellios Zeichnungen in Venedig anfertigte. Vecellios Stiche wurden mehrfach nachgedruckt.
Vom Büchersammler Odorico Piloni aus Belluno erhielt er Aufträge für Frontispiz- und Buchschnittmalereien.

## Schriften
- De gli habiti antichi et moderni di diverse parti del mondo, 1590
- Habiti antichi et moderni di tutto il Mondo, 1598
- Corona delle nobili et virtuose donne, 1591
  - Die Krone der kunstfertigen Frauen: Musterbuch, Wasmuth, Berlin 1891

Antike und moderne Bekleidung aus verschiedenen Teilen der Welt
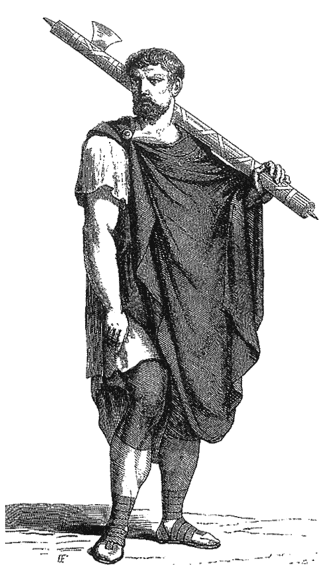
Römischer Liktor
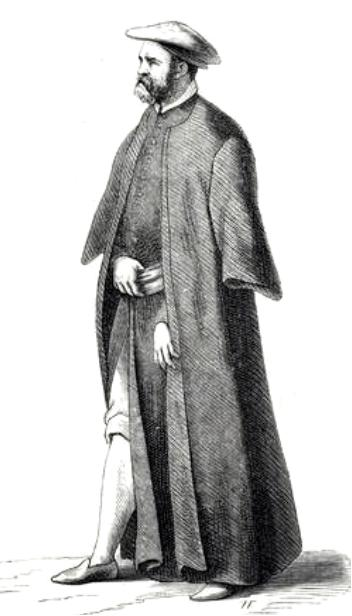
Griechischer Kaufmann
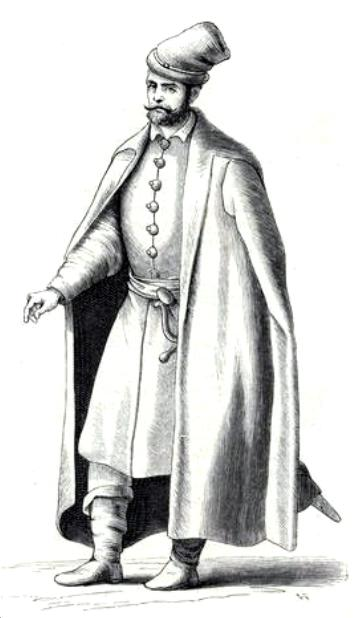
Griechischer Adliger
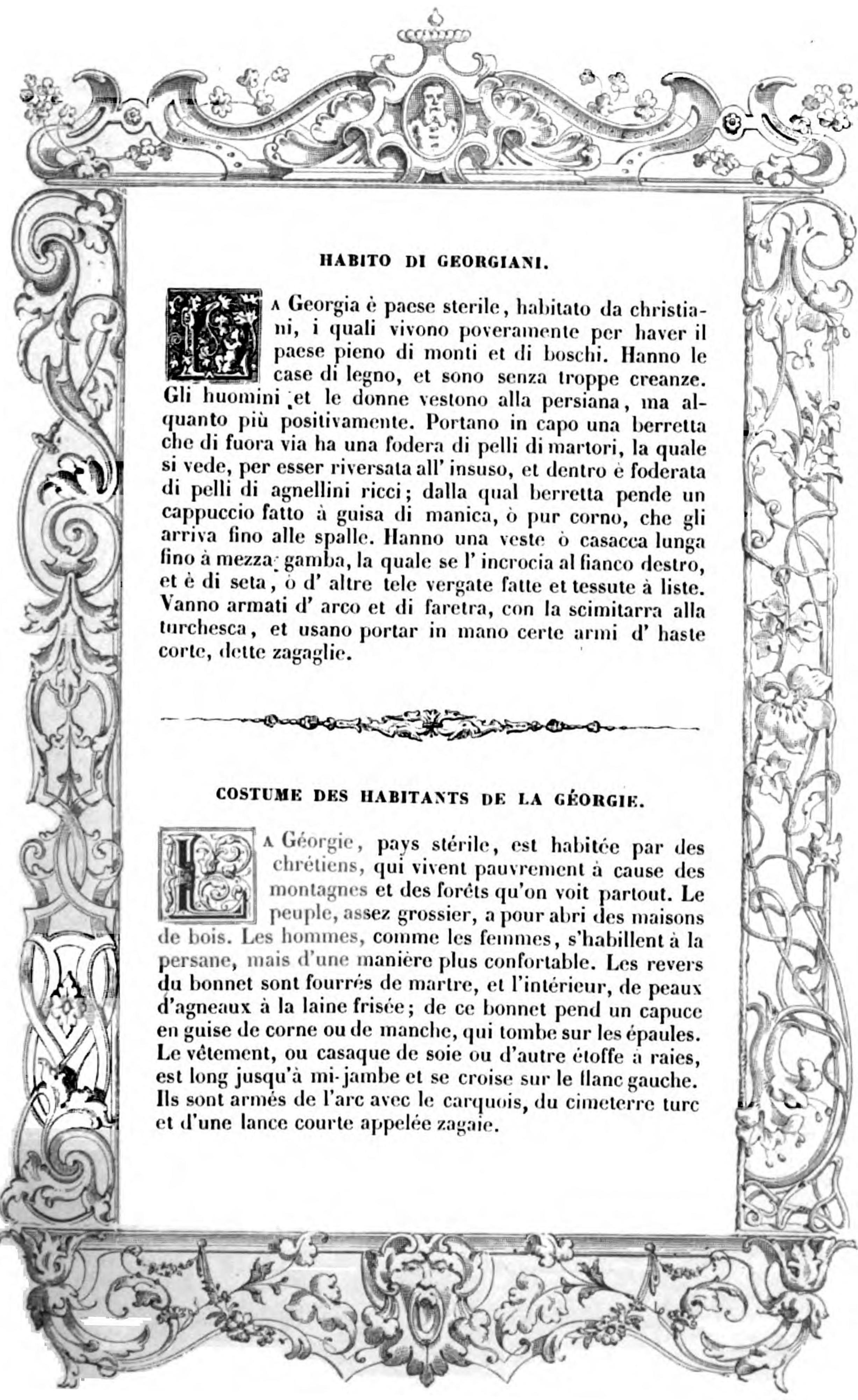
In Georgien tragen Männer und Frauen Lammfellmäntel.
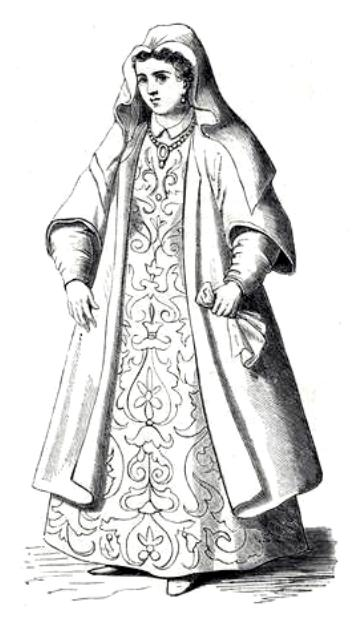
Griechin aus Pera (Konstantinopel)
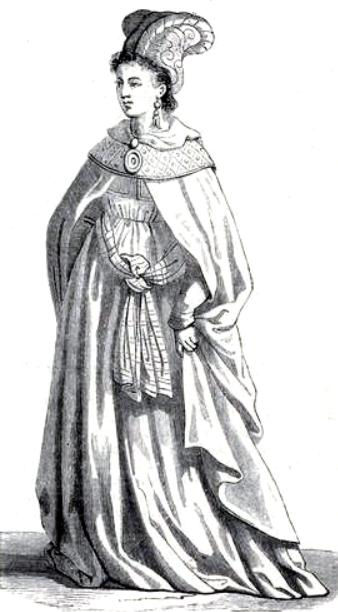
Griechin aus Thessaloniki